# Camp Nou
El Camp Nou és un estadi de futbol propietat del FC Barcelona, situat al barri de la Maternitat i Sant Ramon de Barcelona i catalogat com a bé amb elements d'interès (categoria C). Fou inaugurat al dia de la Mercè el 24 de setembre del 1957 i era popularment conegut com el «Camp Nou» pel fet de substituir l'antic Camp de les Corts. Una enquesta entre els socis de l'entitat organitzada el setembre del 1965 va establir com a nom oficial Estadio del CF Barcelona. Tanmateix, l'abril del 2001 es va oficialitzar el nom de Camp Nou després d'una consulta per correu. Des de l'inici de la temporada 2022-2023 ha adoptat el nom Spotify Camp Nou pel patrocini esportiu de Spotify.

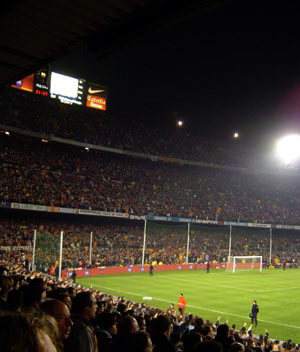
El FC Barcelona jugant contra el Reial Madrid el 6 de desembre de 2003

## Història

### Construcció
Amb l'arribada de Ladislau Kubala el 1950, el Barça va guanyar diversos trofeus al seu vell camp de les Corts, incloent-hi les cinc copes de la temporada 1951-1952. Malgrat tenir una capacitat per a 60.000 persones, no hi havia prou espai al vell estadi, i el 14 de novembre de 1950, el president Agustí Montal i Galobart obtingué l'acord favorable d'una assemblea de compromissaris per a adquirir uns terrenys per a construir un nou estadi, i el 19 de desembre es va signar la compra de la masia de Can Planes, propietat de Francesc Planas Buera, per 6 milions de pessetes. Malgrat això, el febrer de 1951 la comissió dedicada al projecte recomanà un altre emplaçament, i la compra oficial s'ajornà dos anys més.
Investit president del club el febrer del 1954, Francesc Miró-Sans va rellançar el projecte i es decidí a favor del terreny adquirit el 1950. El 28 de març, una comitiva de 60.000 persones va fer el recorregut des del camp de Les Corts fins a la masia de Can Planes, a l'ombra de la qual va celebrar-se la cerimònia de la col·locació de la primera pedra, amb la presència de Miró-Sans, el governador civil franquista de Barcelona i l'arquebisbe de Barcelona, Gregorio Modrego, que beneí l'indret.
El projecte de l'estadi es confià als arquitectes Francesc Mitjans i Miró, cosí del president Miró-Sans, i Josep Soteras Mauri, amb la col·laboració de Llorenç García-Barbón. El projecte s'acabà un any més tard, quan el club n'encarregà la construcció a la societat d'edificis Ingar SA. Els treballs havien de durar 18 mesos, però les despeses van superar en més de quatre vegades les previsions fins a arribar a 288 milions de pessetes. Amb hipoteques i préstecs, el club va poder acabar el projecte, però es va endeutar fortament per molts anys i confiava a sufragar la despesa amb la venda del solar del camp de Les Corts, el que va donar lloc a un període de certa carestia econòmica, fins que finalment el dictador Francisco Franco va autoritzar la requalificació dels terrenys.

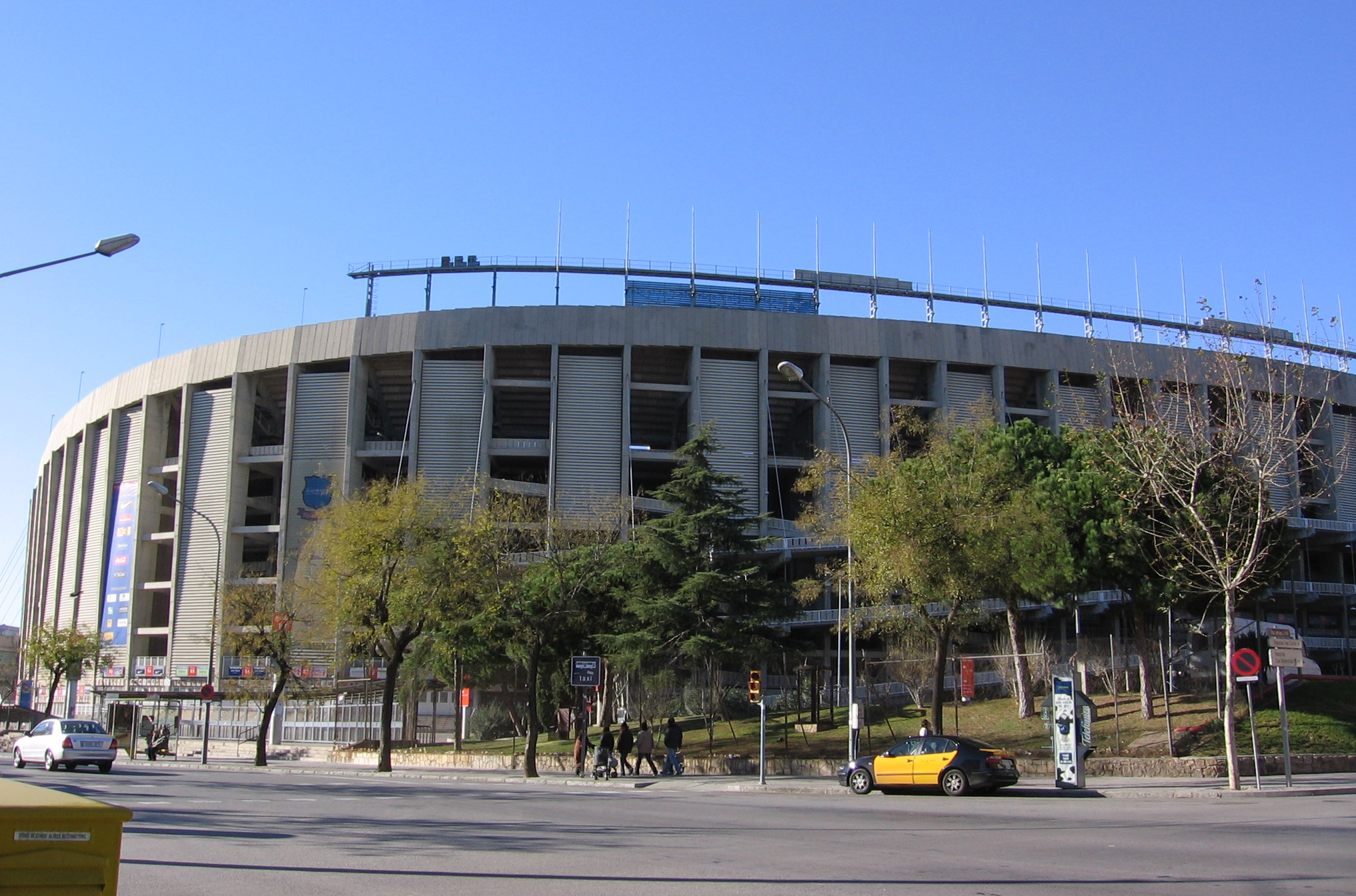
Imatge exterior (Travessera de les Corts)

### Inauguració i començaments
Finalment, el 24 de setembre del 1957, festa de la Mercè, el Camp Nou fou inagurat. Una missa solemne presidida per l'arquebisbe Modrego, que beneí l'estadi acabat, precedí el «Hallelujah» d'El Messies de Händel. Dignataris del règim franquista i de la ciutat es reuniren a la tribuna presidencial, i unes 90.000 persones assistiren a la cerimònia d'obertura, a les tribunes de l'immens estadi. Durant l'acte, clubs de futbol de tota Catalunya desfilaren sobre la gespa, així com els membres de les diferents seccions del Barça, les penyes, i els diferents equips del FC Barcelona.
En el partit inaugural, el Barça, amb Ramallets, Olivella, Brugué, Segarra, Viats, Gensana, Basora, Villaverde, Eulogio Martínez, Kubala i Tejada, s'enfrontà a una selecció de jugadors de Varsòvia. A la segona part l'equip presentà Ramallets, Segarra, Brugué, Gràcia, Flotats, Bosch, Hermes, Ribelles, Tejada, Sampedro i Evaristo. El Barça obtingué una primera victòria a l'estadi per 4 a 2 (Eulogio Martínez fou l'autor del primer gol).

La capacitat oficial del Camp Nou era de 93.053 espectadors, amb un terreny de 107 × 72 m. El sistema d'enllumenat fou inaugurat el 23 de setembre del 1959, en un partit de copa d'Europa contra el CDNA Sofia. El 23 de juny del 1963, el Camp Nou va ser espectador de la victòria del Barça a la final de la copa d'Espanya en derrotar el Saragossa per 3 a 1 amb gols de Pereda, Kocsis i Zaldúa. El 1970, el Camp Nou va ser de nou escenari de la final de Copa, però aquest cop sense presència blau-grana.

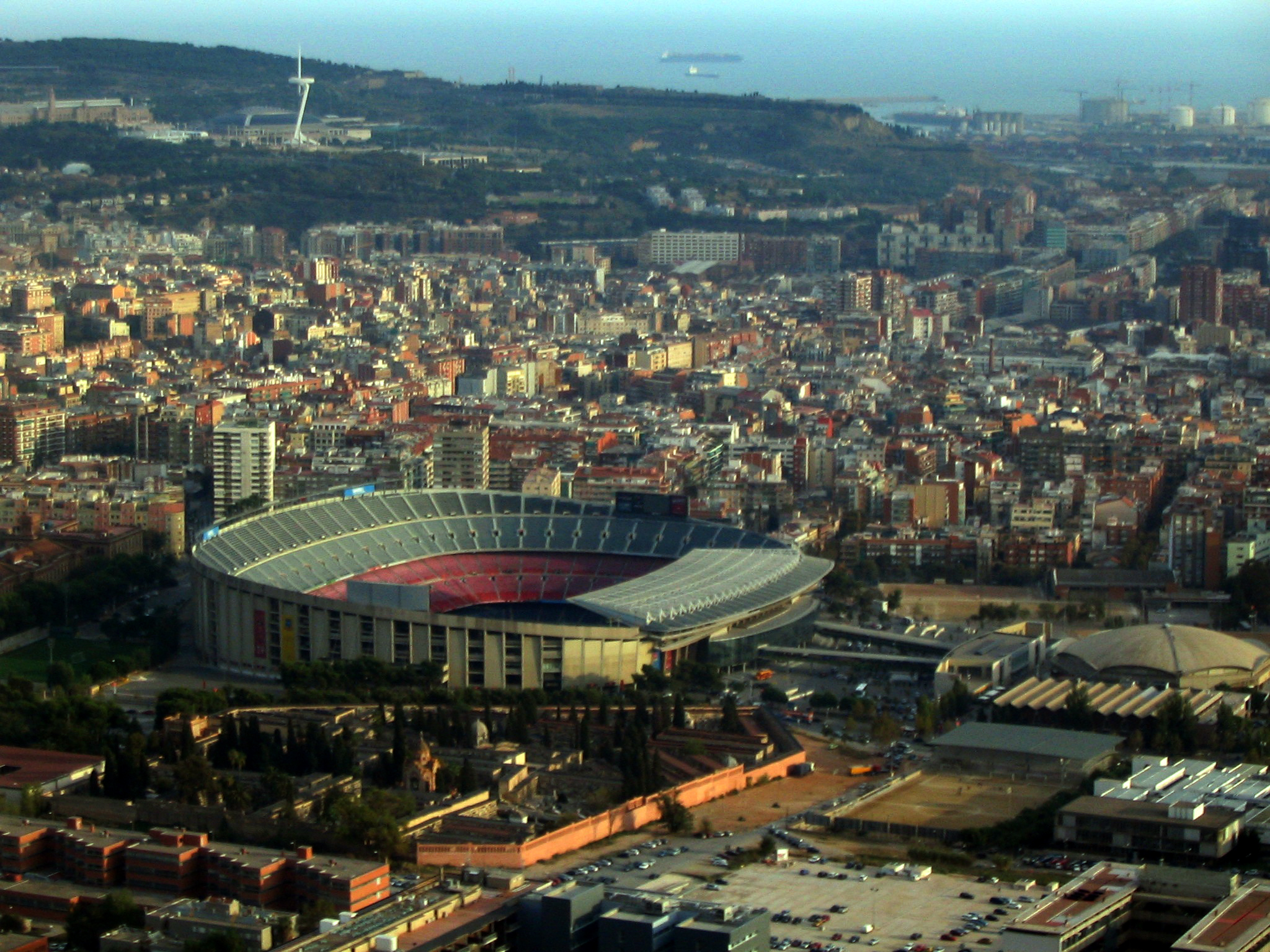
Vista des de l'aire

El 24 de maig del 1972, hi va jugar-hi la primera final de Recopa d'Europa (Glasgow Rangers 3, Dinamo de Moscou 2). El 1974, el Barça celebrà el seu 75è aniversari, i per a l'ocasió, un nou himne va ser cantat en català per un cor de 3.500 veus, abans que el Barça s'enfrontés en partit amistós amb l'equip nacional d'Alemanya de l'Est, que derrotà per 2 a 1. En aquesta època, el club va construir una pista de patinatge i un Mini Estadi per als reserves i activitats annexes que va ser inaugurat el 1982. El 1975 hi va instal·lar marcadors electrònics.

### El Mundial de 1982 i els Jocs Olímpics de 1992
L'estadi va ser remodelat per a acollir alguns partits del Mundial de 1982. Llotges, sales VIP, una nova sala de premsa, nous marcadors, i, sobretot, l'ampliació de la tercera graderia amb 22.150 llocs més, per a una capacitat total de 115.000 espectadors. El primer partit important jugat va ser una nova final de la Recopa d'Europa entre el Barça i l'Standard de Lieja, el 12 de maig de 1982, amb victòria local per 2 a 1.

Finalment, el 13 de juny el Mundial s'hi inaugurà amb uns cent mil expectadors a la cerimònia d'obertura i al partit entre Argentina i Bèlgica (0-1). La resta de la competició permeté al Camp Nou acollir tres partits del grup A de la segona volta: Polònia - Bèlgica, el 28 de juny (3-0), Bèlgica - URSS, l'1 de juliol (0-1) i URSS - Polònia, el 4 de juliol (0-0). La Polònia de Lato i Boniek es classificà per a la semifinal que l'enfrontaria a Itàlia, i de nou al Camp Nou, el 8 de juliol. Però la Squadra Azzurra de Zoff, Bergomi, Scirea, Cabrini, Antognoni, Tardelli i, sobretot, de Paolo Rossi en plena forma, derrotà els polonesos (2-0) i els va portar directament al títol.

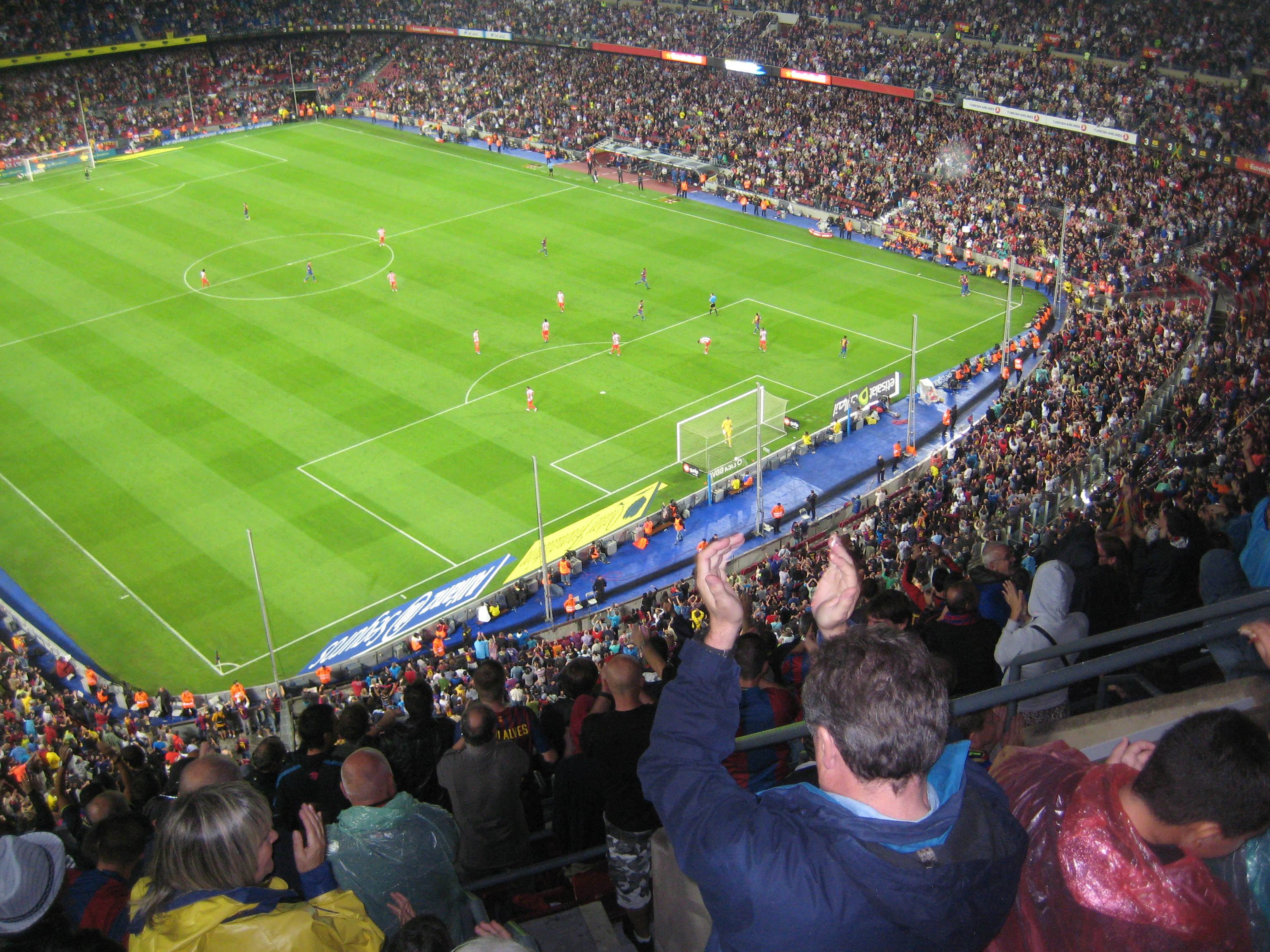
L'estadi, el 24 de setembre de 2011, durant un partit Barcelona - Atlético de Madrid que acabà 5-0, amb un hat-trick de Lionel Messi.

A part de la inauguració del museu el 1984, el Camp Nou patí pocs canvis després del Mundial, i fou l'escenari de grans concerts musicals (Lluís Llach, Bruce Springsteen, Michael Jackson, U2, Julio Iglesias, Els Tres Tenors, o el concert d'Amnistia Internacional són alguns exemples). Pel que fa a l'esport, el 24 de maig del 1989 s'hi disputà la final de la Copa d'Europa entre l'AC Milan i l'Steaua de Bucarest amb victòria italiana per 4 a 0. En els Jocs Olímpics de Barcelona de 1992, rebé part de la competició de futbol, incloent-hi la final entre Espanya amb Ferrer i Guardiola del Barça i Polònia (3-2).
Durant la temporada 1993-1994, l'estadi va ser remodelat, amb el rebaix de 2,5 m del terreny i la supressió del fossat de seguretat que separava la gespa de les tribunes i l'afegit de nous seients individuals, de manera que desapareixíen les places dempeus. Cap al 1998-1999, una nova tribuna de premsa, així com la renovació de la tribuna presidencial i les llotges, nous aparcaments sota la tribuna principal i un nou enllumenat i sonorització van acabar d'enllestir l'estadi, amb una capacitat de 98.934 espectadors i un dels pocs en haver rebut les cinc estrelles UEFA. El 26 de maig del 1999 va acollir la final de la Lliga de Campions entre el Manchester United FC i el Bayern de Múnic (2-1). El partit fou integrat dins de les cerimònies del centenari del club, que van durar diversos mesos, incloent-hi l'encontre amistós entre el FC Barcelona i la selecció nacional del Brasil, el 28 d'abril.

### Actualitat

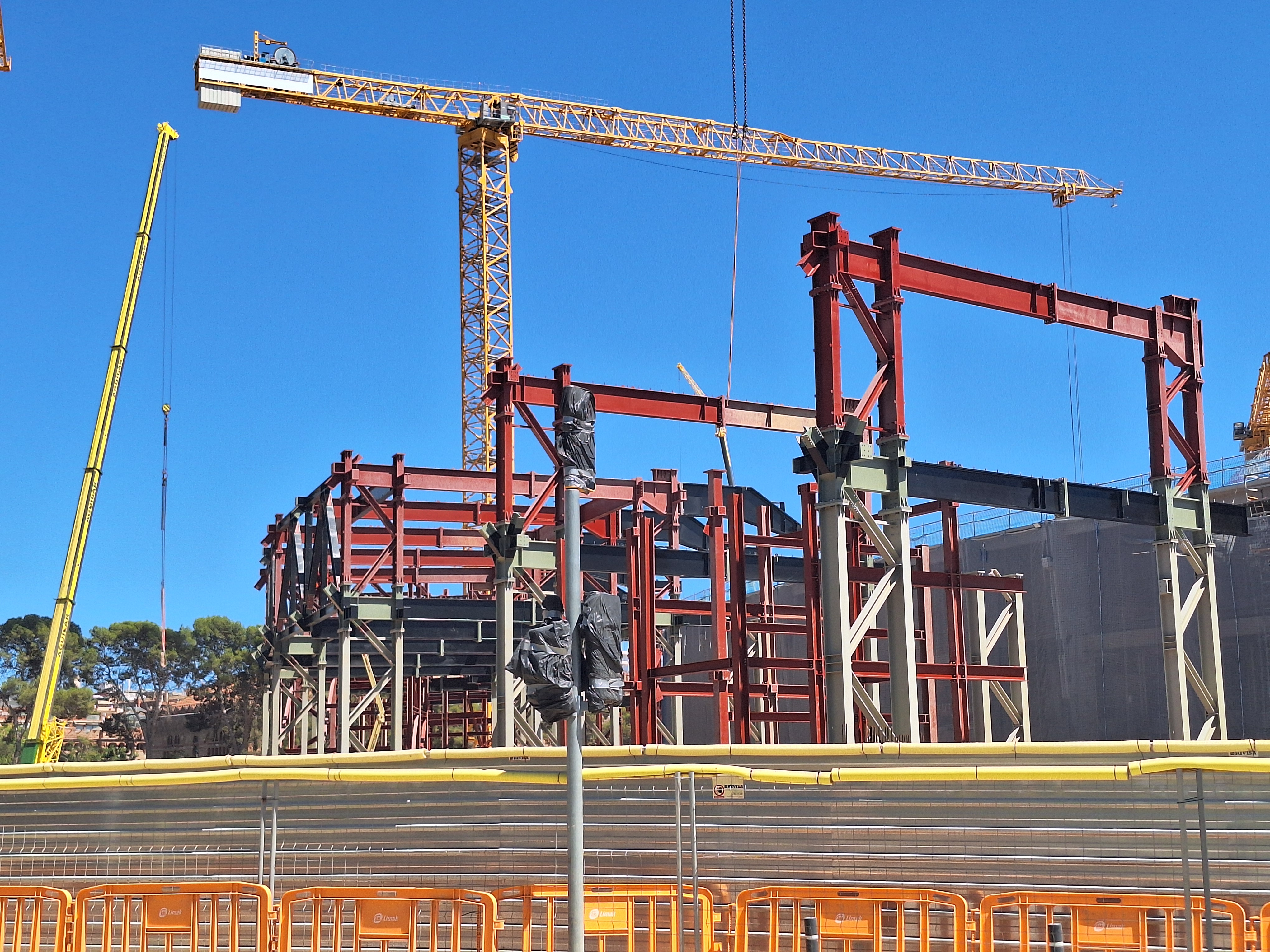
Obres del Camp Nou

La junta directiva de Joan Laporta va convocar un concurs internacional per dissenyar una nova remodelació que ampliaria en 15.000 localitats la capacitat del camp, assolint els 113.000 seients. Les obres consistirien a alçar la zona de la tribuna per anivellar-la a la resta. Després que un jurat integrat per l'Ajuntament de Barcelona, el Col·legi d'Arquitectes i el mateix club escollís deu projectes finalistes a partir dels 79 presentats, el dia 18 de setembre del 2007 es va informar que el projecte de l'equip de l'arquitecte britànic Norman Foster havia guanyat el concurs, la maqueta del qual es va presentar al cap de pocs dies, el 22 de setembre, coincidint amb la festa del 50è aniversari de l'estadi. Tanmateix, el 2010, el nou president Sandro Rosell va descartar-lo. El 8 de març del 2016, l'empresa japonesa Nikken Sekkei guanyà el concurs per la renovació de l'estadi, les obres de la qual van començar l'estiu del 2023.

#### Llotja President Sunyol
Dins del marc de l'Any Sunyol 2015, dedicat a recuperar i restaurar la figura de Josep Sunyol i Garriga, president del club entre juliol del 1935 i agost del 1936, i afusellat a l'inici de la Guerra Civil espanyola pel bàndol franquista, el 9 de maig de 2015 es va descobrir la nova nomenclatura de la llotja presidencial del Camp Nou en honor seu. Durant l'acte es va desvelar l'obra pictòrica Eina (1973) de Joan Pere Viladecans, donada per Josep Suñol i Soler, president de la Fundació Suñol. Hi van ser presents diferents autoritats polítiques i directives del club, la presidenta del Parlament de Catalunya, Núria de Gispert; l'alcalde de Barcelona, Xavier Trias; el conseller de la Presidència, Francesc Homs; els diputats del Parlament de Catalunya Miquel Iceta (PSC) i Albert Donés (ERC); el president del FC Barcelona, Josep Maria Bartomeu; i els expresidents del FC Barcelona Agustí Montal, Raimon Carrasco i Enric Reyna.

#### Rècord mundial d'assistència a un partit de futbol femení
El 30 de març del 2022, en un partit de futbol femení entre el FC Barcelona i el Real Madrid (5-2) de la tornada dels quarts de final de la Lliga de Campions, el Camp Nou va ser l'escenari del rècord mundial d'assistència, amb 91.553 espectadors. En el següent partit de semifinals, el 22 d'abril, es va tornar a batre el rècord contra el VfL Wolfsburg (femení) amb 91.648 espectadors.

## Descripció
El Camp Nou s'emplaça en una parcel·la delimitada pel carrer d'Arístides Maillol (on hi ha l'accés principal), l'avinguda de Joan XXIII, la travessera de les Corts i el carrer de la Maternitat. Al voltant de l'estadi hi ha diverses instal·lacions associades, tant esportives com de serveis, pertanyents al Futbol Club Barcelona.
Encara que ha estat sotmès a diverses reformes, tant a l'interior com a l'exterior, conserva les característiques essencials establertes en el projecte inicial. Es manté l'estructura original, composta per columnes en el perímetre de l'estadi de les que se sostenen les grades, que igual que aquestes estan fetes de formigó armat encofrat, utilitzat aquí de forma pionera a Barcelona. Les rampes exteriors, alhora que permeten una circulació racional envers l'accés a les graderies i una immediata evacuació, trenquen la verticalitat del conjunt. Cal destacar la coberta de la tribuna, una marquesina contrapesada de 40 m de voladís, penjada per tirants (encavallaments de gelosia doble creuada en el pla vertical) i suportada pels pòrtics de l'estructura general de les graderies. Aquest recurs tecnològic i l'ús del formigó armat van ser emprats per primera vegada a de Barcelona.
Entre les instal·lacions i dependències que hi ha a l'interior de l'estadi destaquen una petita capella al costat dels vestidors, les llotges, la sala VIP, la sala de premsa, diversos platós de televisió, les cabines de premsa, les oficines de serveis tècnics, el Centre de Medicina Esportiva, la Unitat de Control Operatiu (UCO), el local de l'agrupació d'antics jugadors, el museu del FC Barcelona, la Llar d'Infants i dependències de diversos departaments del club. En les darreres reformes es construí tot un parament exterior de vidre de planta semicircular a la zona de tribuna.
L'estadi té una alçada màxima de 48 m i una superfície de 55.000 m² (250 m de longitud i 220 d'amplada). Seguint la normativa de la UEFA, el terreny de joc fa 105 × 68 m. Es projectà amb la idea que pogués ser ampliable. El 1957 hi cabien 93.053 espectadors, però s'havia previst que una possible ampliació en forma de tercera graderia fins a 150.000 localitats. Aquesta reforma es produí l'any 1982, coincidint amb la celebració del Mundial de futbol, però la capacitat es quedà en 120.000 persones. Per la construcció de la tercera graderia s'emprà la mateixa tècnica constructiva, totalment integrada en l'obra original, si bé es combinà amb l'ús de jàsseres prefabricades. A més, en el marc de les reformes de millora i augment de capacitat de l'estadi, s'eliminà el fossat i es rebaixà la cota del nivell del terreny de joc per ampliar la primera graderia. Posteriorment, en aplicació de la normativa que obligava a eliminar les localitats dempeus, la capacitat es va situar, a final dels anys 1990, en 99.354 seients. Tot i això, és l'estadi més gran d'Europa, el quart més gran del món i l'específic de futbol més gran del món. Té cinc estrelles, la màxima qualificació que la Federació Internacional de Futbol Associació (FIFA) pot atorgar a un estadi de futbol.
En el moment de la construcció destacà per la gosadia i les solucions escollides, per donar un tractament únic al volum i per les característiques de la zona de tribuna, amb una coberta de 40 m de llarg suspesa a l'aire i la forma helicoidal de les grades, que atorguen bona visibilitat a totes les localitats.

## Partits d'homenatge[18]
- 29 de juny de 1958: Estanislau Basora (1946-58). FC Barcelona 8 Enschede (Holanda) 3.
- 30 d'agost de 1961: Ladislau Kubala (1950-61). FC Barcelona 4 Stade de Reims Champagne 3. Els madridistes Di Stéfano i Puskás s'alinearen amb l'equip barcelonista.
- 7 de febrer de 1962: Marià Gonzalvo III (1942-1954) i Gustavo Biosca (1949-1958). FC Barcelona 0 - Club Atlético Peñarol 3.
- 6 de març de 1962: Antoni Ramallets (1947-1961). FC Barcelona 5 - Hamburg 1. Com a preliminar, l'equip del Barça de les Cinc Copes vencé a la selecció espanyola de veterans per 3-2.
- 27 d'octubre de 1963: Ramon Villaverde (1954-1963). FC Barcelona 2 - Racing de París 3.
- 9 de setembre de 1964: Joan Segarra (1949-64). FC Barcelona 4 - Borussia Dortmund 2.
- 8 de Juny de 1966: Josep Planas (1920-21) patrocinat per la Federacio Catalana de Futbol. FC Barcelona 1 - Vasco de Gama 1.
- 12 d'octubre de 1966: Sígfrid Gràcia (1952-1966) i Martí Vergés (1954-1966). FC Barcelona 1 - Benfica 1.
- 23 d'octubre de 1968: Sandor Kocsis (1958-1966). FC Barcelona 2 - Hamburg 3.
- 6 de setembre de 1969: Ferran Olivella (1956-1969). FC Barcelona 1 - Palmeiras 2.
- 5 de juny de 1971: José Antonio Zaldúa (1961-1964 i 1965-1971). FC Barcelona 2 - Standard de Liege 1.
- 30 d'agost de 1972: Josep Maria Fusté (1972-1972). FC Barcelona 2 - Ferencvaros 2.
- 1 de setembre de 1976: Joaquim Rifé (1964-1976), Salvador Sadurní (1961-1976) 1 Antoni Torres (1965-1976). FC Barcelona 2 - Stade de Reims 0.
- 27 de maig de 1978: Partit d'homenatge al FC Barcelona pel seu títol de campió de Copa i comtat de Johan Cruyff (1973-1978). FC Barcelona 3 - Ajax 1.
- 1 de setembre de 1980: Enrique Álvarez Costas (1971-1980) i Jesús Antonio de la Cruz (1972-1980). FC Barcelona 2 - Internacional Porto Alegre 1.
- 24 de maig de 1981: Juan Manuel Asensi (1970-1980). FC Barcelona 2 - Puebla de Mèxic 1.
- 1 de setembre de 1981: Carles Rexach (1965-1981). FC Barcelona 1 - Argentina 0.
- 11 se setembre de 1984: Antoni Olmo (1976-1984) i Pedro María Artola  (1975-1984) FC Barcelona 0 Athletic de Bilbao 2.
- 9 d'octubre de 1984: Enrique Castro Quini (1980-1984). El Barça venç un Combinat Internacional per 2-0.
- 5 de setembre de 1989: Migueli (1973-1989). FC Barcelona 3 - Bulgaria 1.
- 10 de març de 1999. Johan Cruyff (jugador entre 1973 i 1978 i entrenador del 1988 al 1996). El FC Barcelona derrotà per 2-0 un combinat format per jugadors de l'antic Dream Team i d'altres figures.
- 29 de maig del 2004: Hristo Stòitxkov (1990-1995 1 1996-1998). Es va disputar un partit entre jugadors del Dream Team i una selecció mundial (2-1).

## Esdeveniments socials i musicals

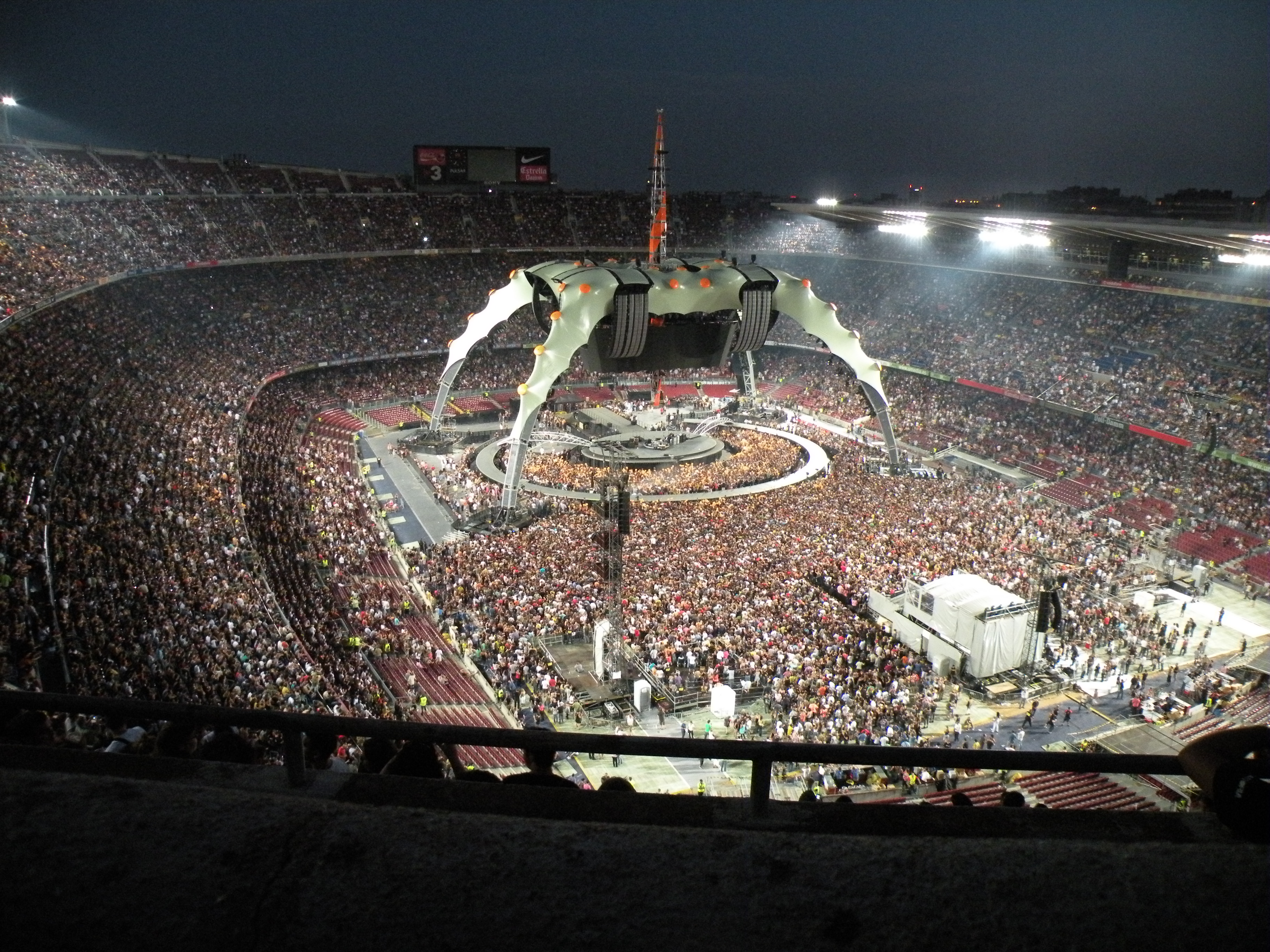
Concert d'U2 al Camp Nou, 2009

El Camp Nou també ha estat escenari de diversos esdeveniments socials, com ara: 
- 24 de juny de 1981: Concert 'Som una nació' organitzat per la Crida a la Solidaritat, amb l'actuació de Lluís Llach, La Trinca, Marina Rossell i Al Tall.
- 7 de novembre de 1982: Missa que va oficiar el Papa Joan Pau II.
- 6 de juliol de 1985: Concert de Lluís Llach.
- 3 d'agost de 1988: Concert de Bruce Springsteen.
- 9 d'agost de 1988: Concert de Michael Jackson.
- 8 de setembre de 1988: Concert de Julio Iglesias.
- 20 de setembre de 1988: Macroconcert en favor dels Drets Humans, organitzat per Amnistia Internacional, amb actuacions de Bruce Springsteen, Sting, Peter Gabriel, Youssou N'Dour, Tracy Chapman i El Último de la Fila.
- 13 de juliol de 1997: Concert d'Els Tres Tenors: Josep Carreras, Plácido Domingo i Luciano Pavarotti.
- 1 d'octubre de 1999: Concert de Josep Carreras, en el marc dels actes del Centenari del FC Barcelona.
- 7 d'agost de 2005: Concert de U2, en el marc de la gira "Vertigo Tour".
- 19 i 20 de juliol de 2008: Bruce Springsteen, realitza els dos darrers concerts de la gira Magic.
- 30 de juny i 2 de juliol de 2009: Concerts de U2, en el marc de la gira "360° TOUR".
- 29 de juny de 2013: Concert per la Llibertat, organitzat per Òmnium Cultural i altres entitats de la societat civil en defensa del dret a decidir del poble de Catalunya.[19]
- 14 de juny de 2016: Concert de Bruce Springsteen en la gira "The River tour"

## Transports

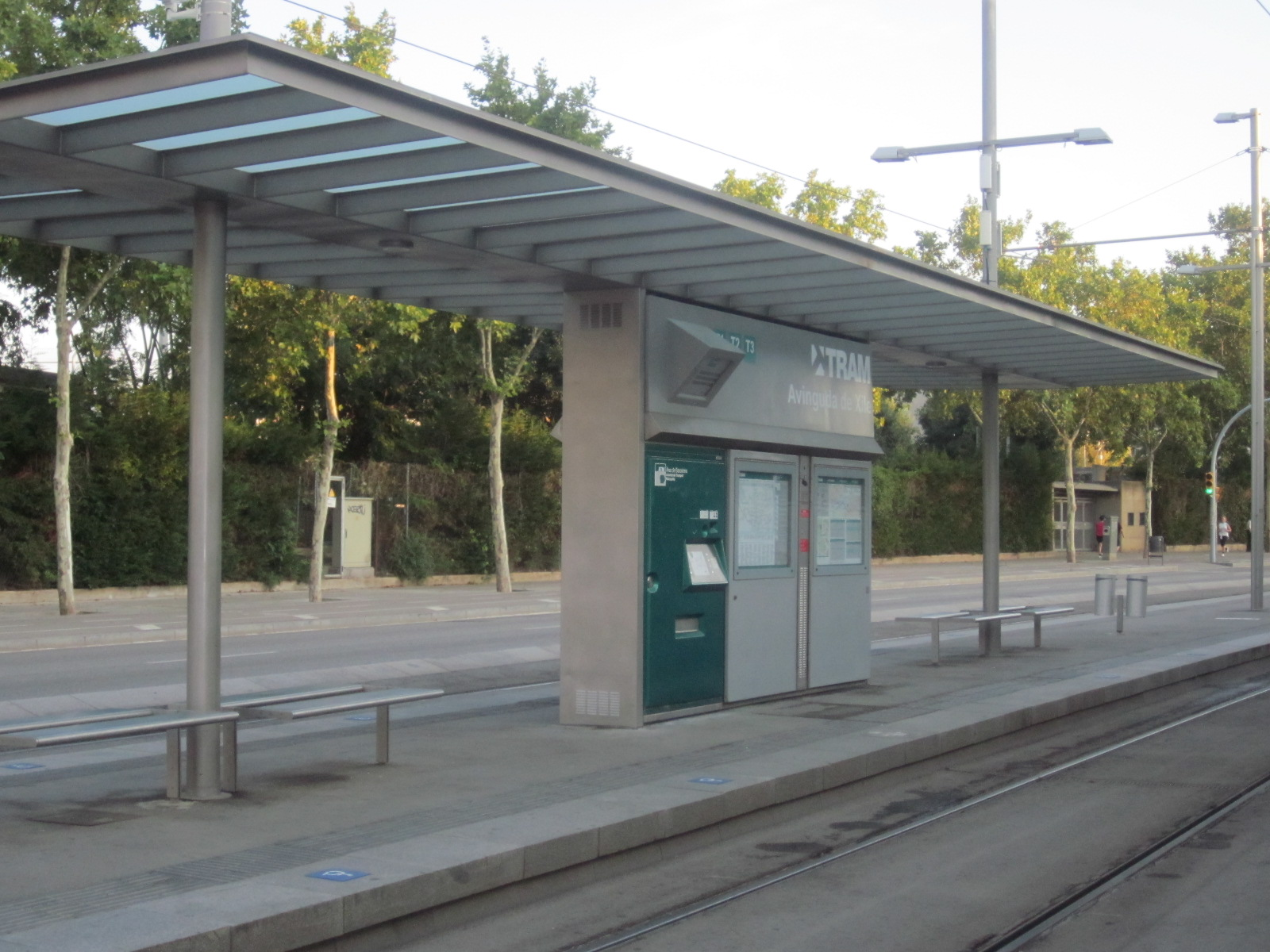
Estació d'Avinguda de Xile

### Tramvia
A 500 metres del Camp Nou hi ha l'estació d'Avinguda de Xile del Trambaix (línies T1, T2 i T3). També són utilitzades les estacions de Pius XII i Palau Reial depenent de l'accés a l'estadi més proper.
Sobretot al final dels partits, es reforça el servei. Els dies feiners i diumenges hi ha tramvies fins a les 00:00 de la nit; divendres, dissabtes i vigílies de festius s'allarga fins a les 2:00 de la matinada.

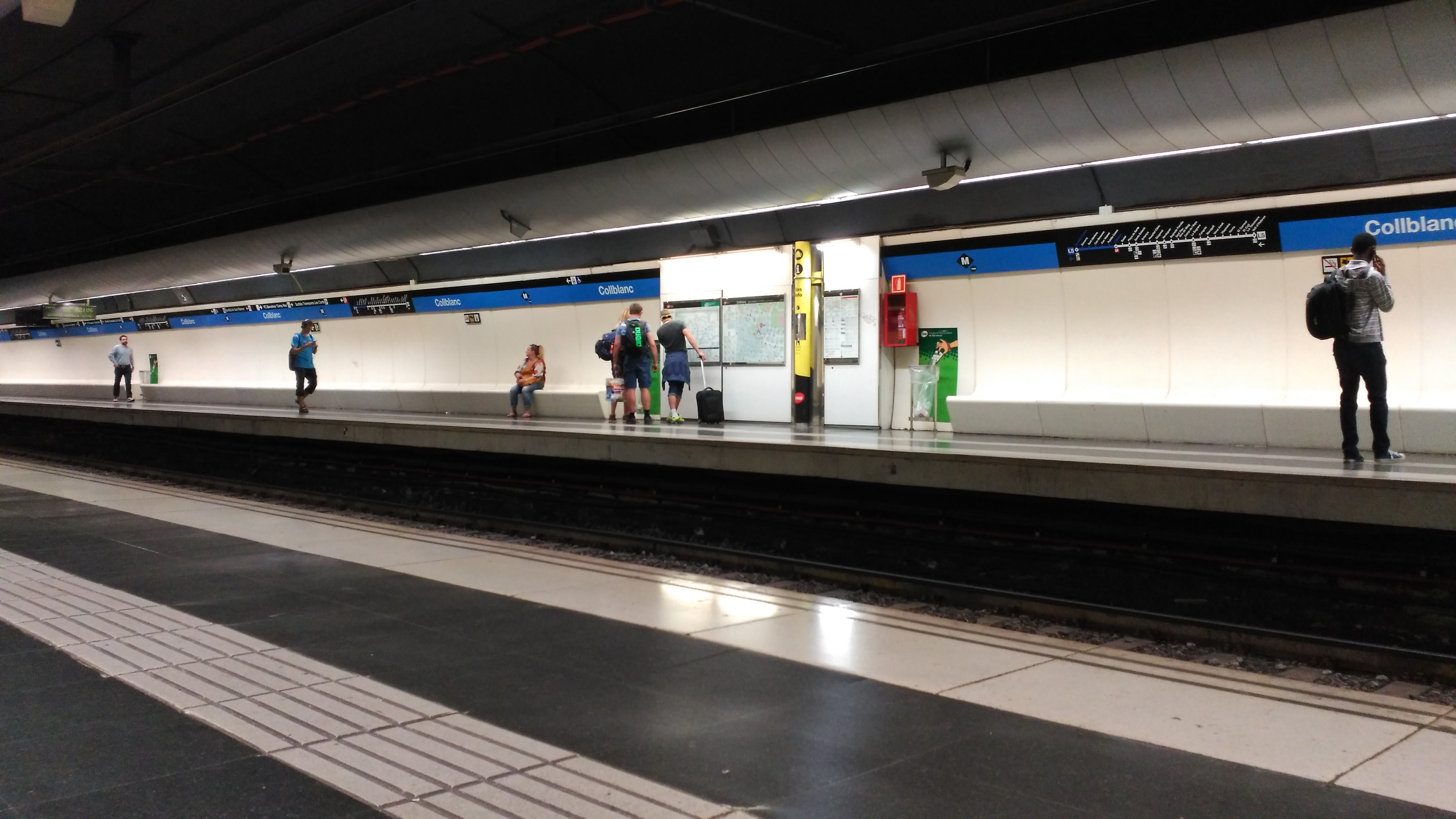
Estació de Collblanc

### Metro
Les estacions de metro més properes al Camp Nou són Palau Reial, Maria Cristina i les Corts de la L3; Badal de la L5 i Collblanc de la L5 i L9 Sud. Totes estan de 500 a 1000 metres del Camp Nou, depenent de l'accés.
Estació més propera per accés:
- Accessos 1-10: Palau Reial.
- Accessos 11-16: Collblanc.
- Accessos 17 i 18: Badal.
- Accessos 19-21: les Corts.

Actualment està en construcció una estació pel Camp Nou de les L9 i L10.
Normalment el metro es reforça amb més personal quan hi ha partits. Els dies feiners i els diumenges el metro circula fins a mitjanit, mentre que els dissabtes el servei és ininterromput durant tota la nit.

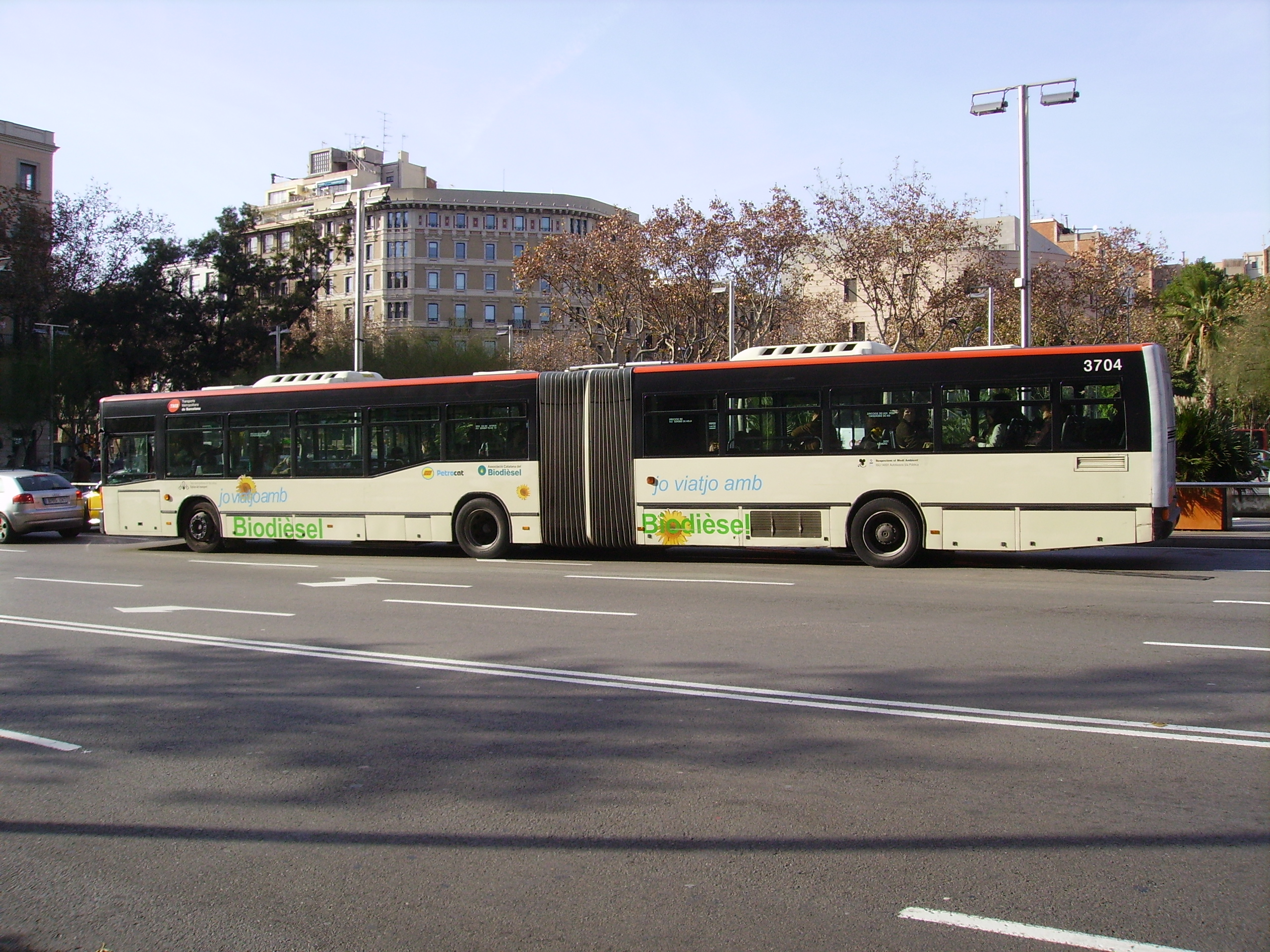
Bus de TMB

### Bus
A les proximitats del Camp Nou hi ha un gran nombre de parades servides per línies d'àmbit local, metropolità i també de recorreguts més llargs:
Línies de TMB:
- V1 - Districte Gran Via l'Hospitalet / Av. Esplugues
- V3 - Zona Franca / Can Caralleu
- H6 - Onze de Setembre/Z. Universitària
- H8 - Camp Nou/La Maquinista
- D20 - Pg. Marítim / Ernest Lluch
- 7 - Diagonal Mar/Z. Universitària
- 33 - Z. Universitària/Verneda
- 52 - Pl. Catalunya / Collblanc
- 54 - Estació del Nord / Cardenal Reig
- 59 - Pg. Marítim/R. M. Cristina
- 63 - Pl. Universitat/Sant Joan Despí
- 67 - Pl. Catalunya/Cornellà
- 70 - Rambla de Badal / Bonanova
- 75 - Les Corts/Av. Tibidabo
- 78 - Est. Sants/St. Joan Despí
- 113 - La Mercè
- 157 - Collblanc / Sant Joan Despí

Línies de l'AMB:
- M12 - Barcelona (Pl. Reina Maria Cristina)/Cornellà (Almeda)

Nitbus (aproximadament 22.30h-5h):
- N2 - Hospitalet (Av. Carrilet)/Barcelona (Via Augusta) Arxivat 2012-04-20 a Wayback Machine.
- N3 - Collblanc/Montcada i Reixac Arxivat 2012-04-20 a Wayback Machine.
- N12 - Barcelona (Pl. Portal de la Pau)/St. Feliu de Llob. (La Salut) Arxivat 2013-07-01 a Wayback Machine.
- N14 - Barcelona (Rda. Universitat)/Castelldefels (Centre vila) Arxivat 2012-04-20 a Wayback Machine.

Normalment es reforça el servei de les línies 15, 43 i 56 en funció de la demanda que es pugui produir. A més, a la sortida es posen en funcionament dues línies especials cap a la plaça del Mossèn Jacint Verdaguer i a la plaça Catalunya. El bitllet val 2,70 €.

## Galeria

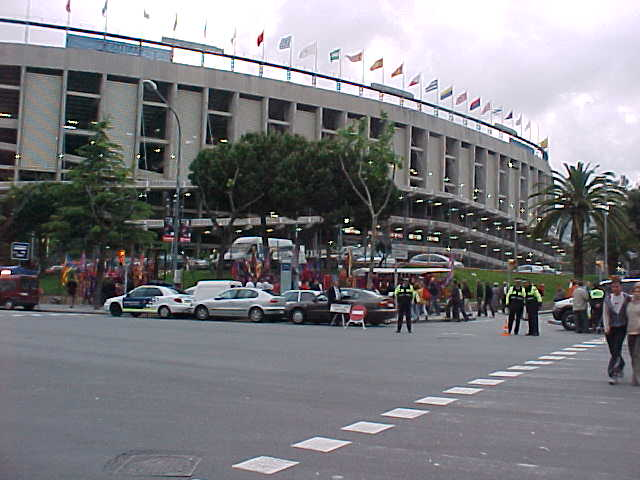
El lateral del camp vist des de fora.
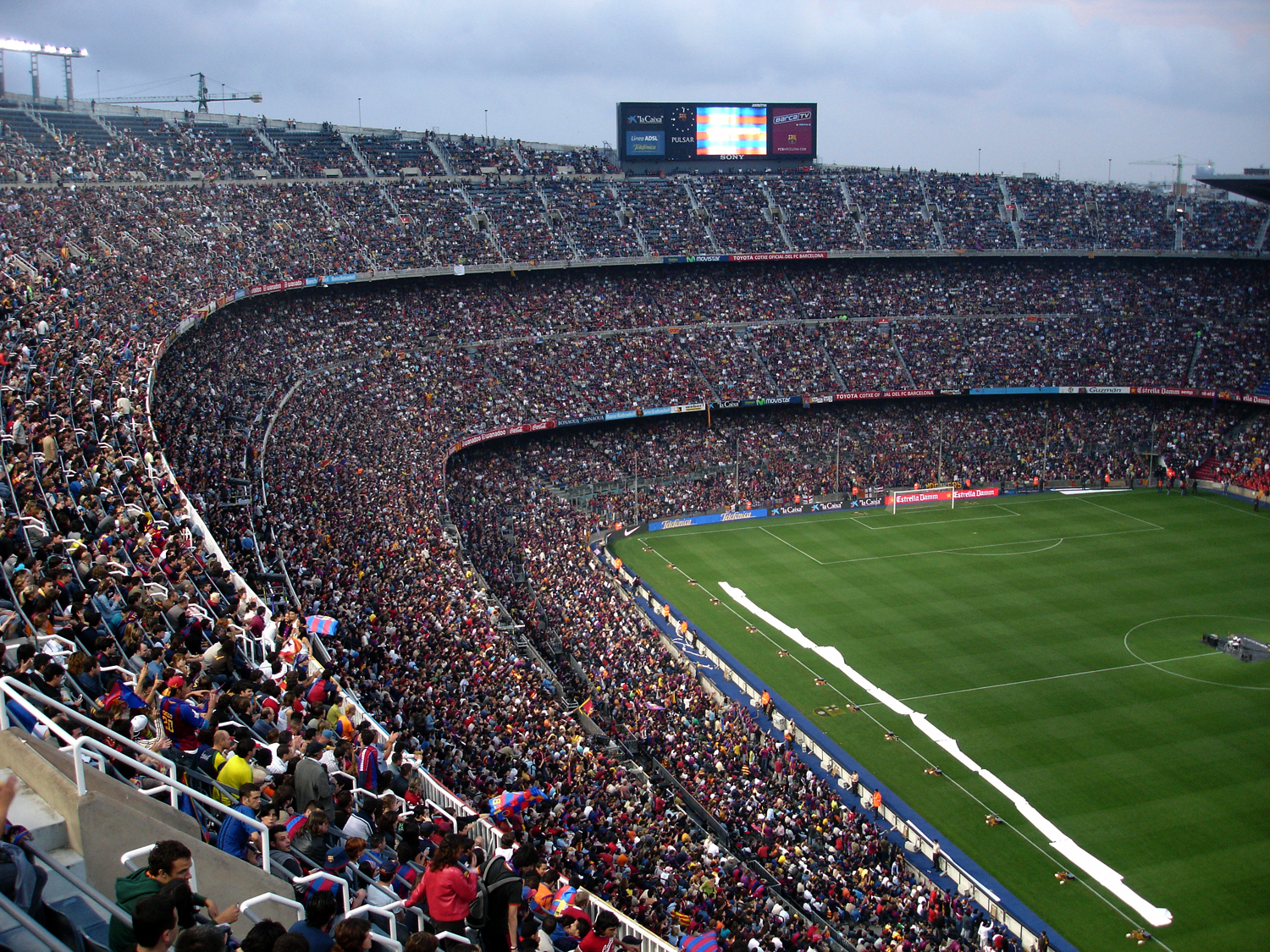
L'interior del camp vist des de la tercera graderia del lateral.
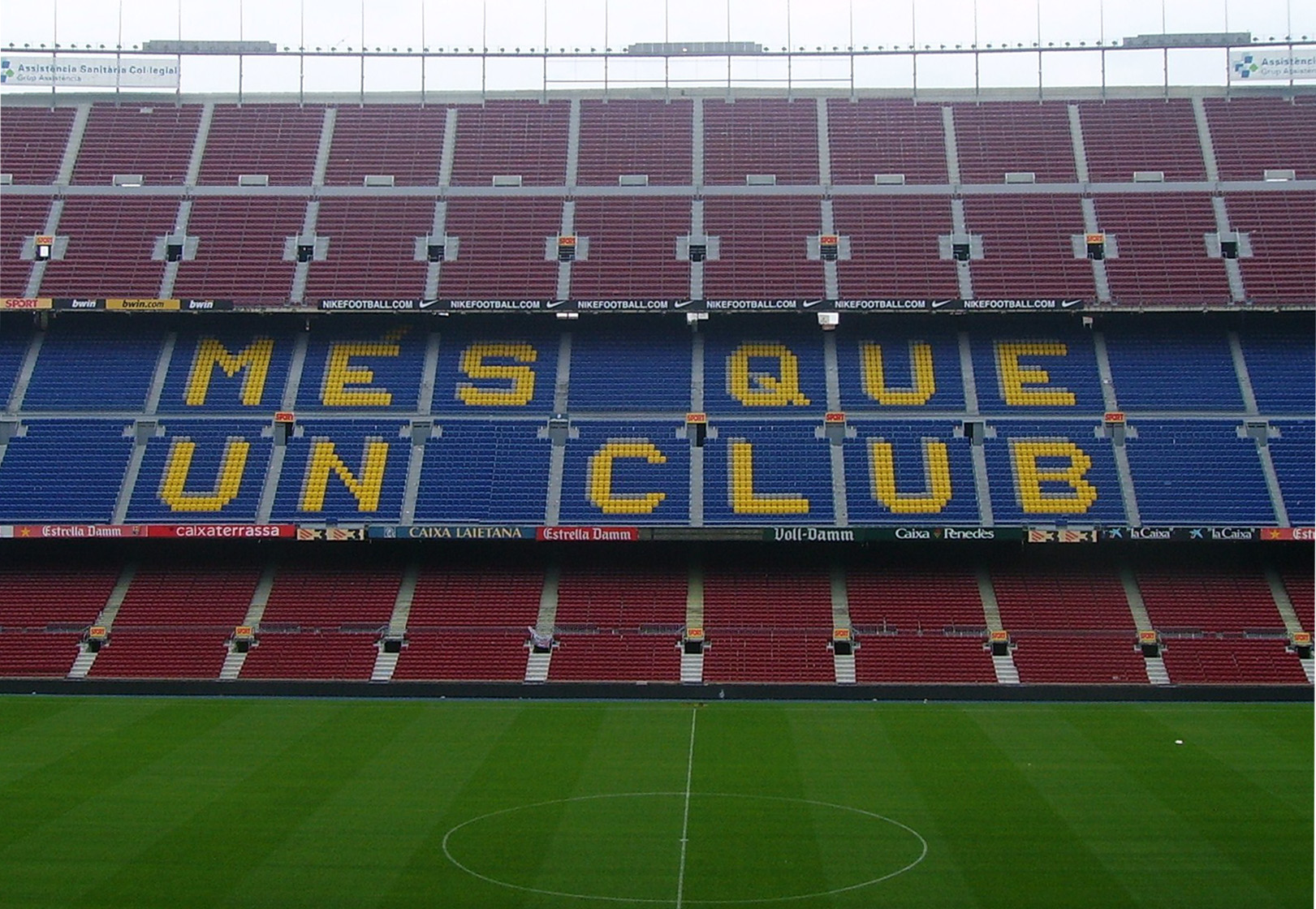
Vista des de la tribuna de la inscripció "Més que un club" situada al lateral.
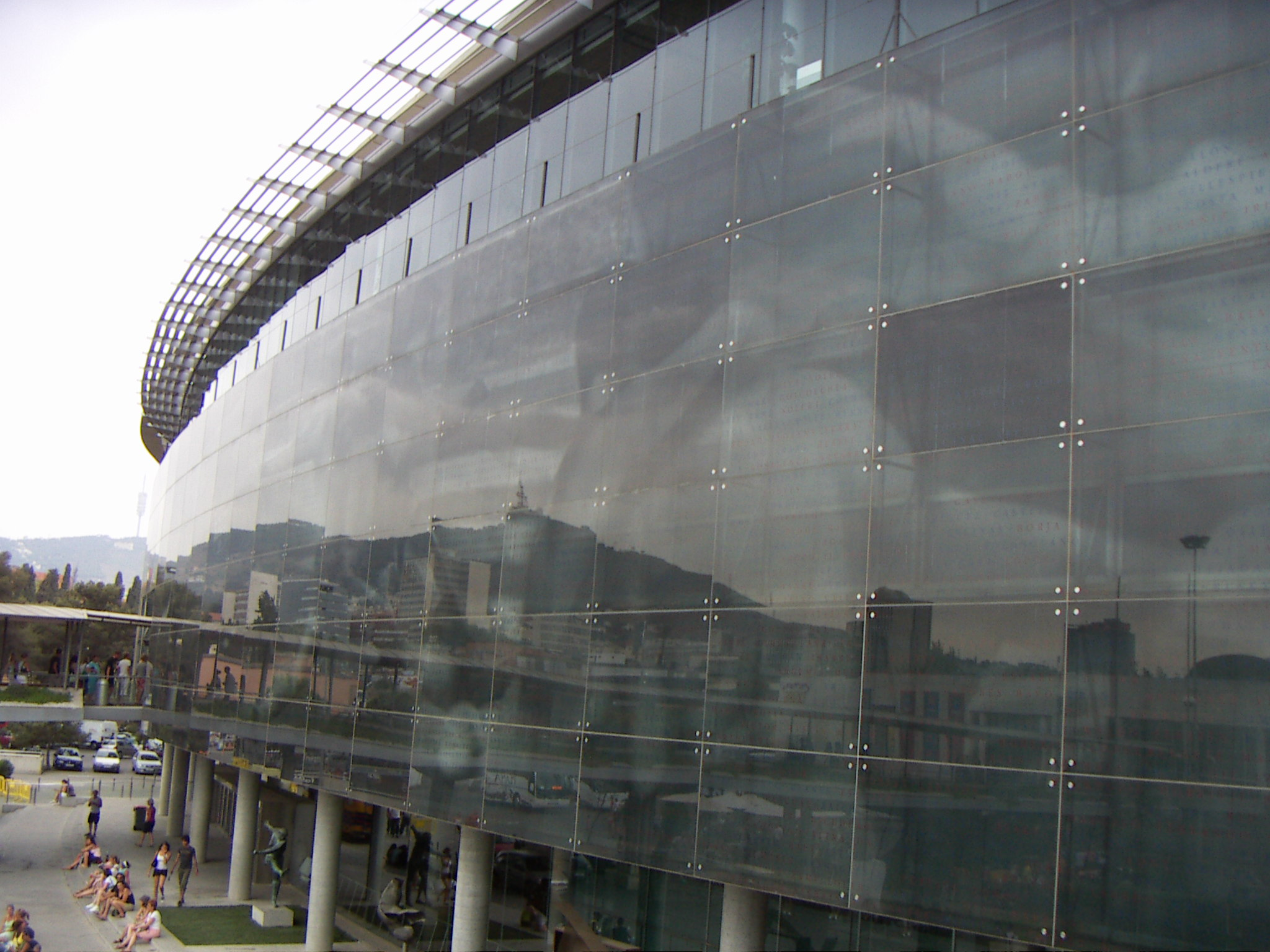
Vitrall a l'exterior de la tribuna amb noms d'exjugadors del Futbol Club Barcelona.
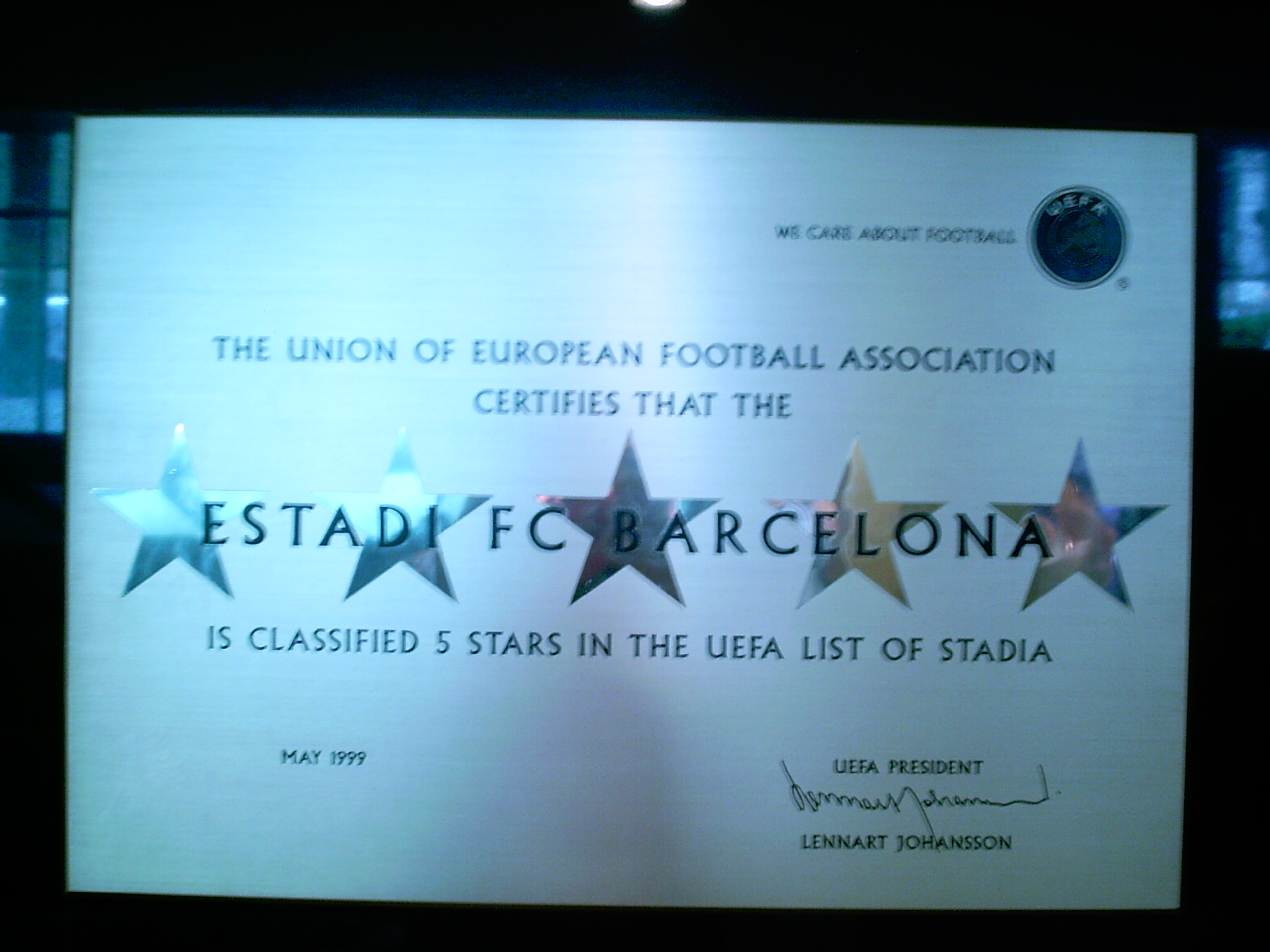
La placa que acredita el Camp Nou amb la màxima categoria atorgada per la UEFA.
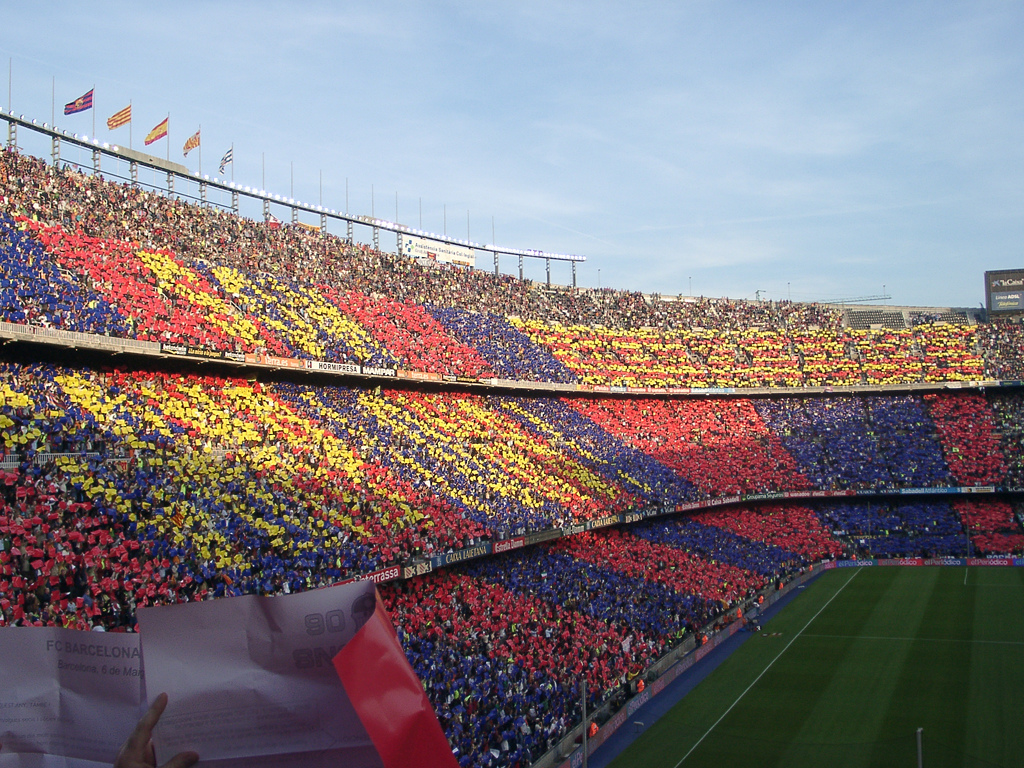
Mosaic a les graderies del Camp Nou.
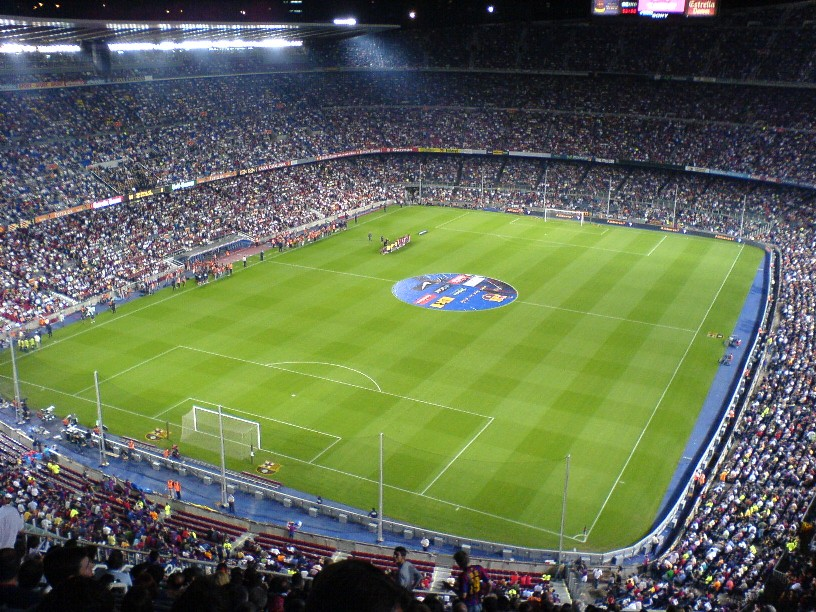
L'estadi pràcticament ple abans d'un partit del Barça.
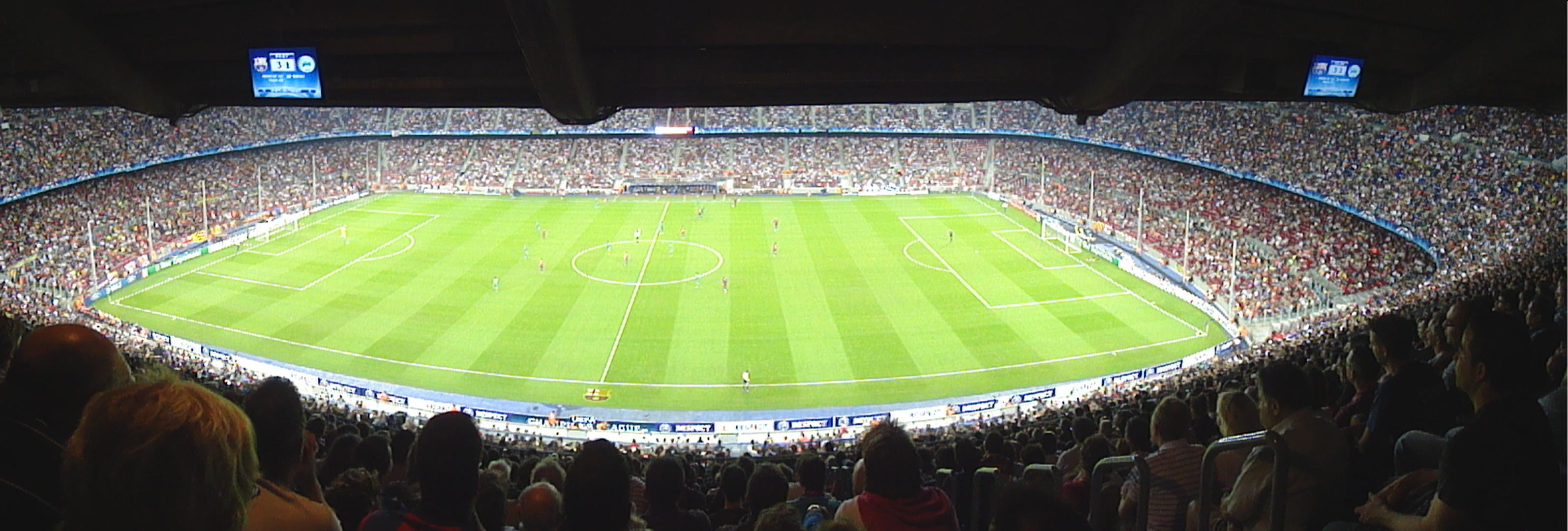
Vista panoràmica des de la 2a grada.
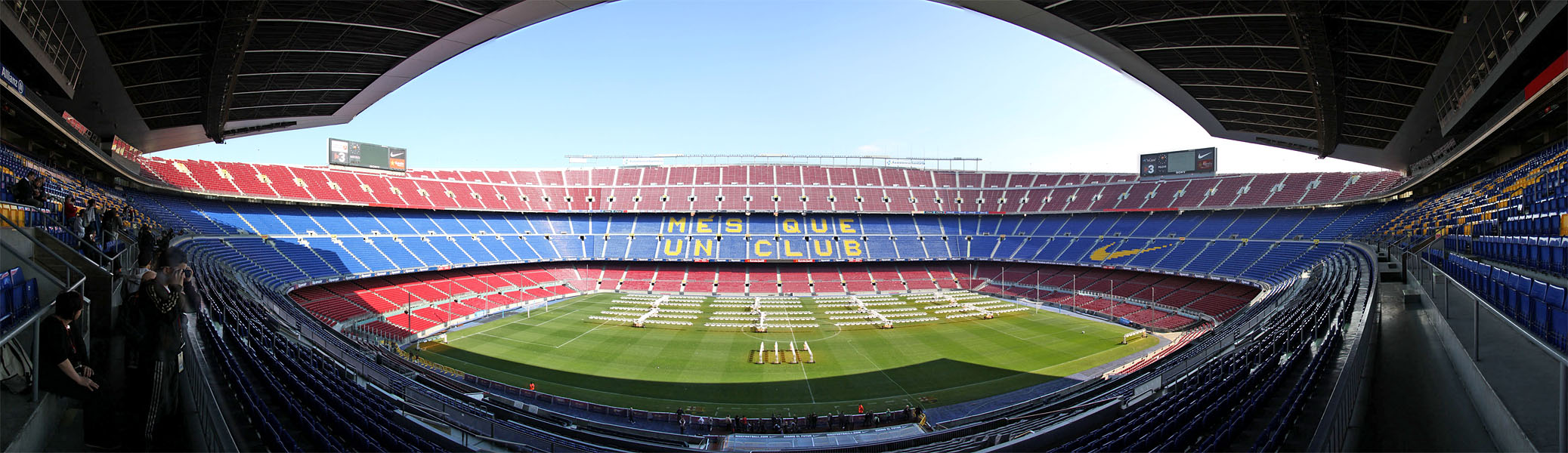
Vista panoràmica des de la tribuna de l'interior del camp